# Beat da Beat
Beat da Beat est un jeu vidéo de type rythme et shoot 'em up développé par Nekki Indie et édité par Boost Media, sorti en 2015 sur Windows et iOS.

## Système de jeu
Dans un univers en pixel art aux couleurs néon, Beat da Beat propose un gameplay mêlant manic shooter et jeu de rythme. 

## Accueil
- Canard PC : 8/10[1]
- TouchArcade : 3,5/5[2]